# Tribu Kayı
La tribu Kayı  or tribu Kai (en turco: Kayı boyu) fue un pueblo túrquico oguz y una sub-rama de la 
federación tribal Bozok. En el siglo XI Mahmud al-Kashgari citó a Kayı (Kayiglardir). La palabra kayı significa "el que tiene fuerza y poder por relación".

Como un grupo Kayitag (rusificado a Kaitag) (Montaña Kayi) la tribu Kayi desempeñó un papel destacado en la historia del Cáucaso, y ahora el idioma Kayitag está clasificado como uno de los cinco dialectos de la lengua Kumyk, que durante diez siglos (10-19 cc) fue lingua franca en el norte del Cáucaso. El principado de Kayitag fue un componente principal del estado Shamkhalate de Kazi-Kumukh en el litoral occidental del Caspio que en diferentes formas duró desde el siglo VIII hasta el siglo XIX. Los textiles Kaitag, eliminados bajo la dominación soviética, siguen siendo distintos en su arte y mano de obra.

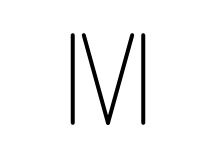
Kayı tribe Tamgha

Según la tradición otomana, Osmán I, fundador del Imperio Otomano, descendía de la tribu Kayı. Sin embargo, muchos historiadores modernos han cuestionado seriamente a esta afirmación. La única evidencia de la ascendencia Kayi de los otomanos provino de genealogías escritas durante el siglo XV, más de cien años después de la vida de Osmán. Más significativamente, las primeras genealogías escritas por los otomanos no incluían ninguna referencia a la ascendencia Kayi de este, lo que indica que se falseó en una fecha posterior.